# 漢江蜥屬
漢江蜥屬是種已滅絕海生爬行動物，為腫肋龍類的一屬，化石發現於中國湖北省，屬於三疊紀早期的嘉陵江組地層。在1972年，楊鍾健將化石進行敘述、命名，模式種是湖北漢江蜥（H. hupehensis）。

## 外部連結
- Hanosaurus Paleobiology Database